# Brasile ai Giochi della II Olimpiade
Il Brasile, secondo i dati riconosciuti dal CIO, non partecipò ai Giochi olimpici di Parigi. Nonostante ciò, alcune fonti considerano il francese Adolphe Klingelhoeffer, figlio di un diplomatico brasiliano, cittadino brasiliano.